# Clayton (New Jersey)
Pour les articles homonymes, voir Clayton.
Clayton est une ville  du New Jersey, aux États-Unis. Elle fait partie du Comté de Gloucester.
C'est dans cette ville qu'eut lieu une des premières projections cinématographiques du monde donnée par Jean Le Roy le 22 février 1895.